# Amtsgericht Worms

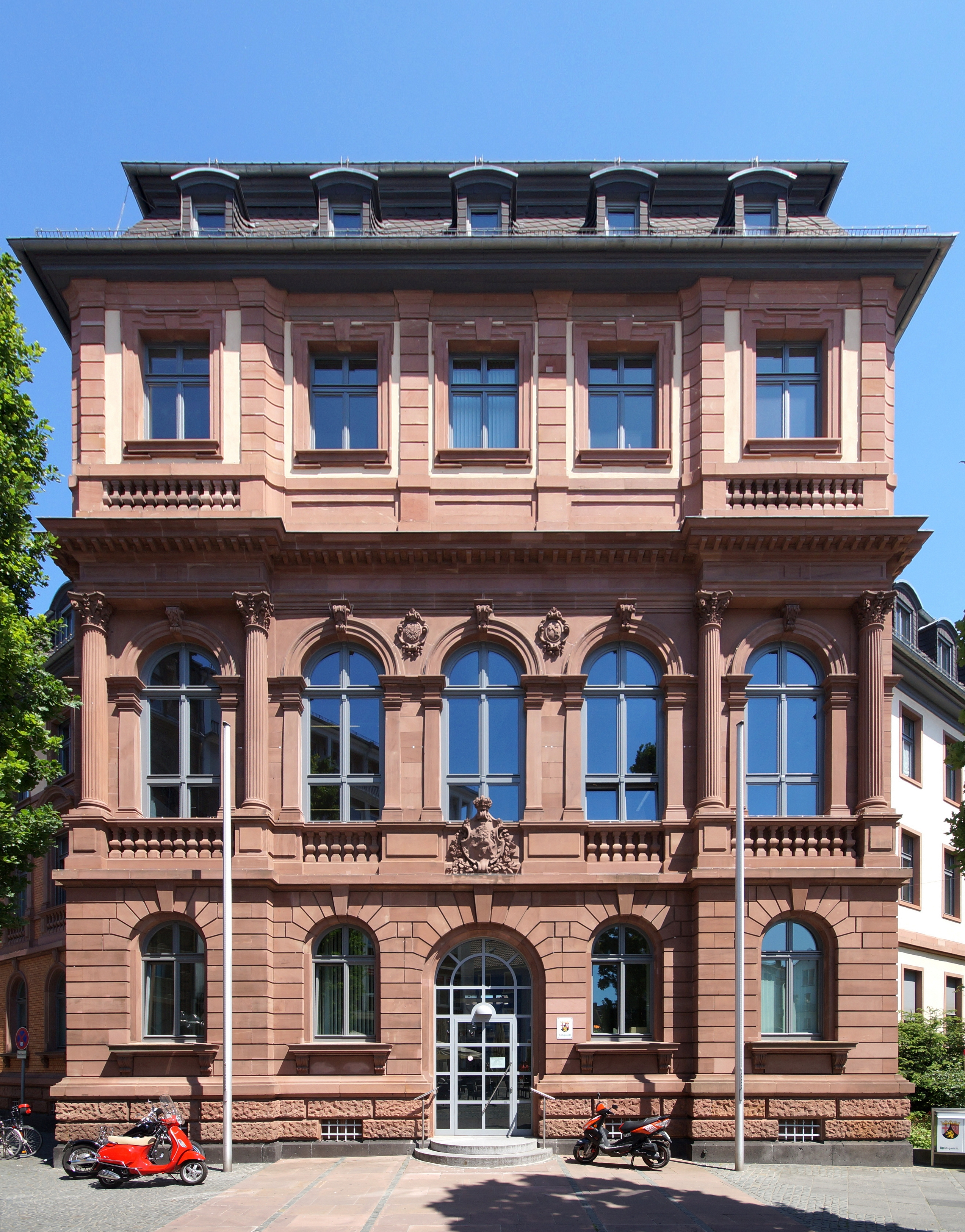
Das Amtsgericht Worms in der Hardtgasse 6 am Obermarkt

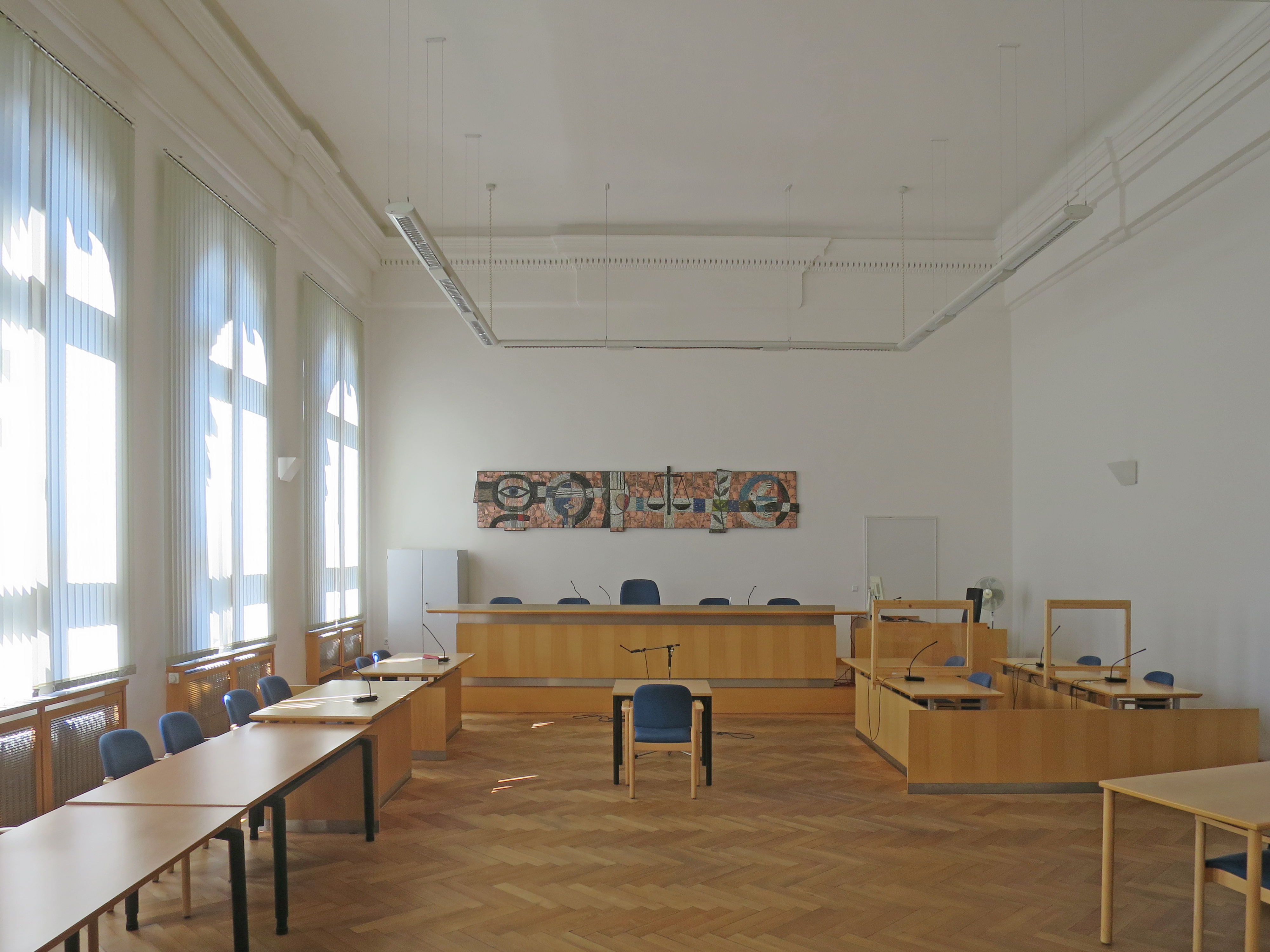
Großer Sitzungssaal im Amtsgericht Worms

Das Amtsgericht Worms ist eines von vier Amtsgerichten im Bezirk des Landgerichts Mainz mit Sitz in Worms.

## Zuständigkeit

### Örtliche Zuständigkeit
Der Gerichtsbezirk umfasst die Stadt Worms sowie alle Gemeinden der Verbandsgemeinden Eich, Monsheim und Wonnegau.

### Instanzielle Zuständigkeit
Als Amtsgericht ist das Gericht in Angelegenheiten erster Instanz zuständig. Ihm übergeordnet ist das Landgericht Mainz. Zuständiges Oberlandesgericht ist das Oberlandesgericht Koblenz.

### Sachliche Zuständigkeit
Das Amtsgericht Worms ist sachlich zuständig für
- Grundbuchangelegenheiten
- Nachlassangelegenheiten
- Vormundschafts- und Betreuungsangelegenheiten
- Familienangelegenheiten
- Wohnungseigentumsangelegenheiten
- Zivilprozesse
- Zwangsvollstreckungsangelegenheiten
- Zwangsversteigerungsangelegenheiten
- Insolvenzangelegenheiten
- Strafsachen

Das Handels-, Vereins- und Genossenschaftsregister führt das Amtsgericht Mainz, für Mahnverfahren ist das Amtsgericht Mayen, für Landwirtschaftssachen das Amtsgericht Alzey zuständig.

## Gebäude

Amtsgericht vor 1906

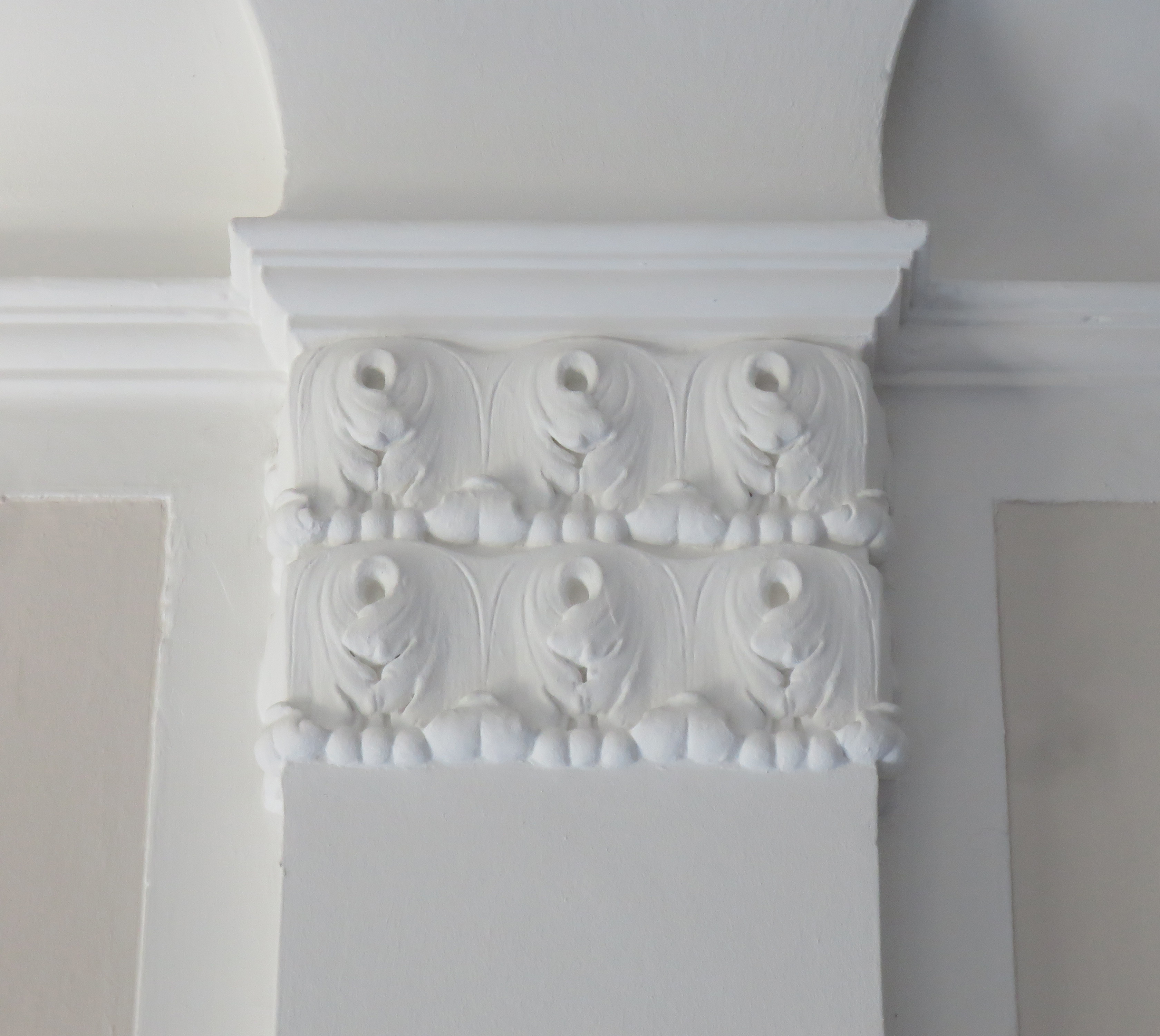
Kapitell im kleinen Sitzungssaal, im Bereich der Aufstockung von 1906: Jugendstil

Das Gerichtsgebäude befindet sich Hardtgasse 6 im Stadtzentrum am Obermarkt. Das Gericht besaß bei der Gründung 1879 zunächst kein eigenes Gebäude, sondern war provisorisch im ehemaligen Gymnasium in der Wollstraße untergebracht. Ein zunächst vorgesehener Umzug in das leer stehende Hospital wurde seitens der Regierung des Großherzogtums Hessen verworfen. Nach längeren Verhandlungen zwischen der Kommune und dem Staat über ein Baugrundstück und die finanzielle Beteiligung der Stadt von 1885 bis 1891 wurde letztendlich das leerstehende Hospital abgerissen und am selben Standort ein repräsentatives Gebäude errichtet. Zeitgleich wurde beschlossen, dem Gebäude einen eigenen Trakt für das Gerichtsgefängnis hinzuzufügen. Der Einzug in die Räumlichkeiten fand am 24. Januar 1894 statt; in Dienst gestellt wurde es zwei Tage später. Detailplanung samt Innenausbau lag beim Kreisbauamt, das damals unter der Leitung des Kreisbaumeisters Friedrich Groß stand. Bei den Arbeiten wurde er unter anderem von dem Regierungsbaubeamten Georg Metzler unterstützt. Metzler wurde später Wormser Stadtbaumeister und Nachfolger von Karl Hofmann. Die Arbeiten erfolgten hauptsächlich durch ortsansässige Firmen. Eine Aufstockung, die bereits in der ursprünglichen Planung des Gebäudes vorgesehen war, kam 1906 zustande.
Der repräsentative Bau ist dreiflügelig, die Hauptfassade fünfachsig und von Formen der Neorenaissance bestimmt, das Mansarddach ist dagegen ein neobarockes Zitat. Im Innern gibt sich das Gebäude dagegen in schlichten klassizistischen Formen, insbesondere im Treppenhaus. Die Aufstockung von 1906 weist Baudetails auf, die dem Jugendstil zuzuordnen sind. Die Buntglasfenster des Treppenhauses schuf 1998 die Künstlerin Elke Pfaffmann.
Im Zweiten Weltkrieg erlitten vor allem die Seitenflügel und der Dachbereich Schäden. Der Wiederaufbau erfolgte in vereinfachten Formen.
Das Gebäude ist heute ein Kulturdenkmal und steht nach dem rheinland-pfälzischen Denkmalschutzgesetz unter Denkmalschutz. Für den Obermarkt, dem das Gebäude seine Hauptfassade zuwendet, ist sein Erscheinungsbild prägend.

## Geschichte

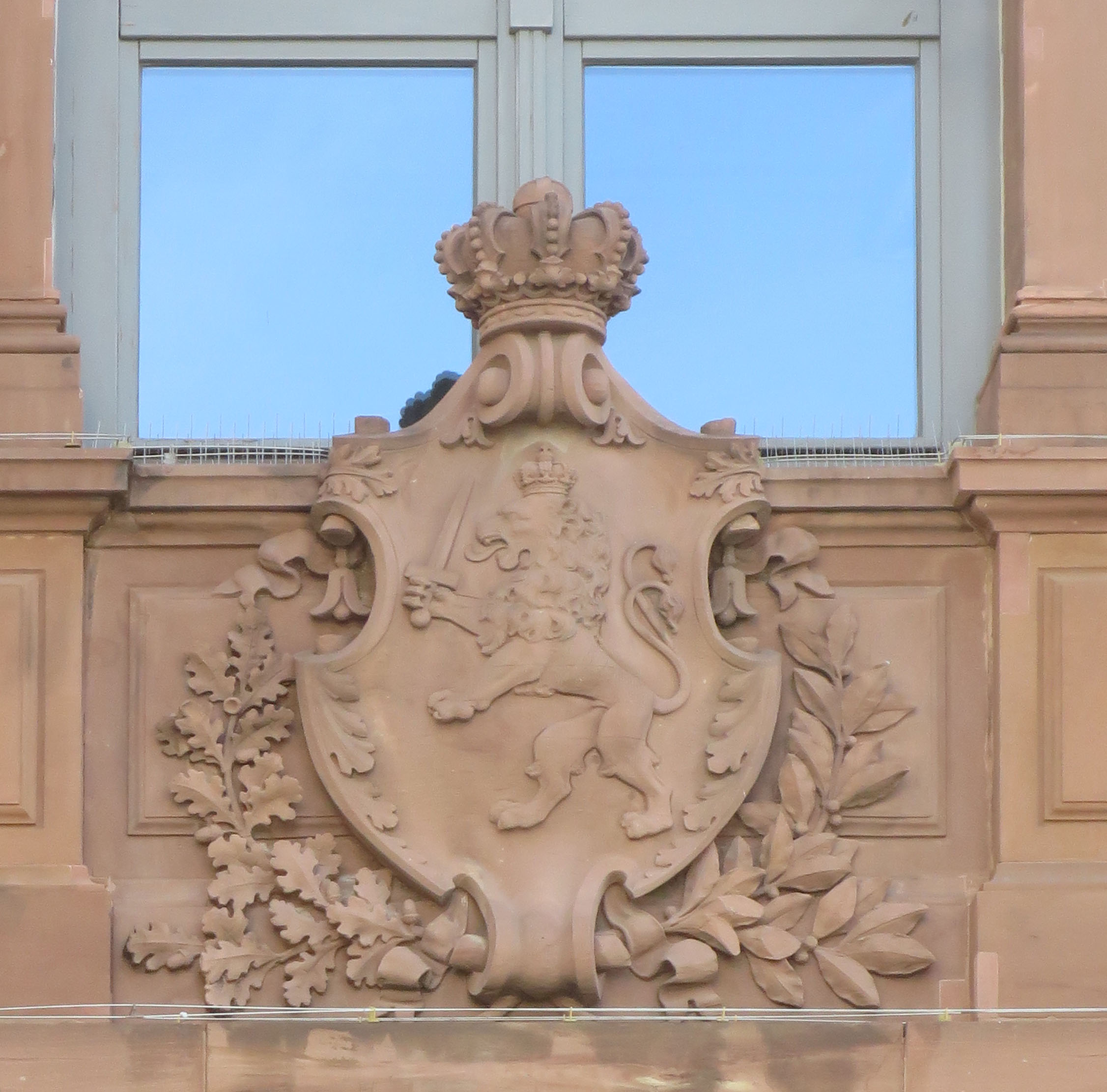
Wappen des Großherzogtums Hessen am Gebäude des Amtsgerichts Worms

Mit dem Gerichtsverfassungsgesetz von 1877 wurden Organisation und Bezeichnungen der Gerichte reichsweit vereinheitlicht. Zum 1. Oktober 1879 hob das Großherzogtum Hessen deshalb die Friedensgerichte auf, die bis dahin für die erstinstanzliche Rechtsprechung in dessen linksrheinischer Provinz Starkenburg zuständig gewesen waren. Funktional ersetzt wurden sie durch Amtsgerichte. Das Amtsgericht Worms wurde dem Bezirk des Landgerichts Mainz zugeordnet., das wiederum zum Bezirk des Oberlandesgerichts Darmstadt gehörte.
Nach dem Ende des Zweiten Weltkriegs 1945 verlief die Grenze zwischen der Amerikanischen und der Französischen Besatzungszone – und darauf aufbauend anschließend zwischen den Ländern Hessen und Rheinland-Pfalz – bei Worms entlang des Rheins. Die gerichtliche Zuständigkeit für die ehemals rechtsrheinischen Orte des Kreises Worms fiel damit an hessische Gerichte.

## Bezirk
| Gemeinde                | Herkunft                      | Zugang         | Abgang | Nach                    | heutige Ortsgemeinde |
| ----------------------- | ----------------------------- | -------------- | ------ | ----------------------- | -------------------- |
| Alsheim                 |                               | 1943 oder 1972 |        |                         |                      |
| Bechtheim               |                               | 1943 oder 1972 |        |                         |                      |
| Bermersheim             | Amtsgericht Pfeddersheim      | 1934           |        |                         |                      |
| Biblis                  | Amtsgericht Gernsheim         | 1934           | 1945   | Amtsgericht Lampertheim |                      |
| Dalsheim                | Amtsgericht Pfeddersheim      | 1934           |        |                         | Flörsheim-Dalsheim   |
| Dittelsheim-Heßloch     |                               | 1943 oder 1972 |        |                         |                      |
| Eich                    |                               | 1943 oder 1972 |        |                         |                      |
| Frettenheim             |                               | 1943 oder 1972 |        |                         |                      |
| Gimbsheim               | Amtsgericht Oppenheim         | 1972           |        |                         |                      |
| Großrohrheim            | Landgericht Gernsheim         | 1934           | 1945   | Amtsgericht Lampertheim |                      |
| Gundersheim             | Amtsgericht Alzey             | 1972           |        |                         |                      |
| Gundheim                | Amtsgericht Pfeddersheim      | 1934           |        |                         |                      |
| Hamm am Rhein           |                               | 1943 oder 1972 |        |                         |                      |
| Hangen-Weisheim         | Amtsgericht Alzey             | 1972           |        |                         |                      |
| Heppenheim an der Wiese | Amtsgericht Pfeddersheim      | 1934           |        |                         | Stadt Worms          |
| Herrnsheim              | Amtsgericht Pfeddersheim      | 1879           |        |                         | Stadt Worms          |
| Hochborn                | Amtsgericht Alzey             | 1972           |        |                         |                      |
| Hochheim                | Amtsgericht Pfeddersheim      | 1879           |        |                         | Stadt Worms          |
| Hofheim                 | Amtsgericht Lorsch            | 1934           | 1945   | Amtsgericht Lampertheim |                      |
| Hohen-Sülzen            | Amtsgericht Pfeddersheim      | 1934           |        |                         |                      |
| Horchheim               | Amtsgericht Pfeddersheim      | 1879           |        |                         | Stadt Worms          |
| Kriegsheim              | Amtsgericht Pfeddersheim      | 1934           |        |                         |                      |
| Leiselheim              | Amtsgericht Pfeddersheim      | 1934           |        |                         | Stadt Worms          |
| Mettenheim              |                               | 1943 oder 1972 |        |                         |                      |
| Mölsheim                | Amtsgericht Pfeddersheim      | 1934           |        |                         |                      |
| Mörstadt                | Amtsgericht Pfeddersheim      | 1934           |        |                         |                      |
| Monsheim                | Amtsgericht Pfeddersheim      | 1934           |        |                         |                      |
| Monzernheim             |                               | 1943 oder 1972 |        |                         |                      |
| Neuhausen               | Amtsgericht Pfeddersheim      | 1879           |        |                         | Stadt Worms          |
| Nieder-Flörsheim        | Amtsgericht Pfeddersheim      | 1934           |        |                         | Flörsheim-Dalsheim   |
| Nordheim                | Landgericht Gernsheim         | 1934           | 1945   | Amtsgericht Lampertheim |                      |
| Offstein                | Amtsgericht Pfeddersheim      | 1934           |        |                         |                      |
| Osthofen                |                               | 1943 oder 2014 |        |                         |                      |
| Pfeddersheim            | Amtsgericht Pfeddersheim      | 1934           |        |                         | Stadt Worms          |
| Pfiffligheim            | Amtsgericht Pfeddersheim      | 1879           |        |                         | Stadt Worms          |
| Rosengarten             | Neu errichteter Erbhöfeweiler | 1937           | 1945   | Amtsgericht Lampertheim |                      |
| Wachenheim              | Amtsgericht Pfeddersheim      | 1934           |        |                         |                      |
| Wattenheim              | Landgericht Gernsheim         | 1934           | 1945   | Amtsgericht Lampertheim |                      |
| Weinsheim               | Amtsgericht Pfeddersheim      | 1879           |        |                         | Stadt Worms          |
| Westhofen               |                               | 1943 oder 1972 |        |                         |                      |
| Wiesoppenheim           | Amtsgericht Pfeddersheim      | 1934           |        |                         | Stadt Worms          |
| Worms                   | Friedensgericht Worms         | 1879           |        |                         | Stadt Worms          |